# Zvulun Kalfa
Pour les articles homonymes, voir Kalfa.
Zvulun Kalfa, né le 28 septembre 1962 à Beer-Sheva, est un homme politique israélien. Membre du parti Tkuma, il a été placé en septième position sur la liste du Foyer juif pour les élections de 2013 à la Knesset.